# True (Wisconsin)
True es un pueblo ubicado en el condado de Rusk en el estado estadounidense de Wisconsin. En el Censo de 2010 tenía una población de 296 habitantes y una densidad poblacional de 4,86 personas por km².

## Geografía
True se encuentra ubicado en las coordenadas 45°30′35″N 90°52′44″O / 45.50972, -90.87889. Según la Oficina del Censo de los Estados Unidos, True tiene una superficie total de 60.91 km², de la cual 60.46 km² corresponden a tierra firme y (0.75%) 0.46 km² es agua.

## Demografía
Según el censo de 2010, había 296 personas residiendo en True. La densidad de población era de 4,86 hab./km². De los 296 habitantes, True estaba compuesto por el 98.31% blancos, el 0.68% eran afroamericanos, el 0% eran amerindios, el 0.34% eran asiáticos, el 0% eran isleños del Pacífico, el 0% eran de otras razas y el 0.68% pertenecían a dos o más razas. Del total de la población el 0.68% eran hispanos o latinos de cualquier raza.